# Peleteria placuna
Peleteria placuna là một loài ruồi trong họ Tachinidae.